# Nesopachylus maculata
Nesopachylus maculata is een hooiwagen uit de familie Gonyleptidae.